# 哲学的贫困
《哲学的贫困》（法語：Misère de la philosophie）是卡尔·马克思于1847年在法国巴黎和比利时布鲁塞尔出版的一本著作。1843年—1849年，流亡的马克思居住于这两地。该书最初以法语写成，旨在批判法国无政府主义者皮埃尔-约瑟夫·蒲鲁东在其1846年出版的著作《经济矛盾的体系，或贫困的哲学》中提出的经济和哲学观点。